# George Balanchine
George Balanchine (de son patronyme Giorgi Melitonis dze Balantchivadze ; en géorgien : გიორგი მელიტონის ძე ბალანჩივაძე ; en russe : Георгий Мелитонович Баланчивадзе) est un chorégraphe, danseur, acteur et réalisateur russe d'origine géorgienne né à Saint-Pétersbourg le 22 janvier 1904 et mort à New York le 30 avril 1983.
Une blessure au genou met rapidement fin à sa carrière de danseur mais son activité de chorégraphe ne cessera de se développer, jusqu'à faire de lui l'un des chorégraphes les plus influents du XXe siècle et un pionnier du ballet aux États-Unis. Cofondateur et maître de ballet du New York City Ballet, il a jeté les bases du ballet néo-classique fondé sur la profonde connaissance qu'il avait du ballet romantique. Son travail sur les lignes du corps et son jeu avec le déséquilibre dans le mouvement contribueront à modeler un nouveau style qu'on qualifiera de « balanchinien ». Réputé pour son oreille musicale, il n'a pas écrit de partition mais a exprimé la musique par la danse et a principalement œuvré avec Igor Stravinsky, de 22 ans son aîné.

## Biographie
Le père de Balanchine, le compositeur géorgien Méliton Balantchivadze (1862–1937), est un des fondateurs de l'opéra géorgien. Son frère, Andria Balantchivadze (1906–1992), est devenu un compositeur connu. Sa sœur comme sa mère, Marie Balanchivadze, sont passionnées par le ballet. Cette dernière inscrit son fils dans une école de danse à l'âge de 9 ans, mais George se montre peu intéressé par cet art. La plupart des membres de sa famille étant soit compositeur soit soldat, ses parents pensent que leur fils pourra toujours embrasser une carrière militaire s'il s'avére qu'il n'est pas doué pour la danse.
En 1913 Balanchine, alors âgé de 9 ans, entre par hasard à l'école au sein des Ballets Impériaux de Saint-Pétersbourg où il étudie sous la direction de Pavel Guerdt et de Samuel Andrianov, beau-frère du premier et travaille simultanément le piano. À la révolution russe de 1917, l'école est fermée sous le prétexte qu'elle était un symbole du régime tsariste. Pour survivre aux privations et aux lois martiales de cette période sombre, Balanchine joue du piano dans les cabarets et les salles projetant des films muets. L'école des ballets impériaux ayant à nouveau ouvert ses portes avec des moyens financiers extrêmement réduits, Balanchine obtient brillamment son diplôme en 1921. Il entre au conservatoire de Saint-Pétersbourg alors dénommé Conservatoire de Pétrograd et travaille en même temps dans le corps de ballet de l' Académie d'État pour l'Opéra et le Ballet (précédemment le Théâtre d'État pour l'Opéra et le Ballet).
En 1920, adolescent, Balanchine réalise ses premiers essais chorégraphiques : un pas de deux intitulé La Nuit sur une musique d'Anton Rubinstein suivi d'un autre pas de deux, Enigma, qui se danse pieds nus.
En 1922 Balanchine, âgé de 20 ans, épouse une jeune ballerine de 17 ans, Tamara Geva, dont il divorcera en 1926. Au conservatoire, il fait des études avancées de piano, musicologie, composition, harmonie et contrepoint. Diplômé du Conservatoire en 1923, il en restera membre jusqu'en 1924.
En 1923 il forme un petit ensemble, le Jeune ballet, avec des amis danseurs comme lui. Malheureusement, les autorités du pays trouvent cette chorégraphie trop « expérimentale » et « subversive » et dissolvent le groupe.
En 1924, au cours d'une tournée en Allemagne sous la république de Weimar, Balanchine, Tamara Geva sa femme, Alexandra Danilova et Nicholas Efimov, autres danseurs de l'Union Soviétique, s'enfuient pour Paris. Balanchine est engagé dans la compagnie des Ballets russes fondée par Serge de Diaghilev.
La vie sentimentale de Balanchine a été mouvementée. Peu après sa rupture d'avec Tamara Geva, Balanchine entame une idylle qui durera quelques années avec la ballerine Alexandra Danilova (1926–1933) puis noue des relations avec la jeune Tamara Toumanova, une des Baby Ballerinas qu'il rencontre lors de son séjour aux Ballets de Monte-Carlo. Il se mariera trois fois après avoir divorcé d'avec Tamara Geva. Il épousera successivement Vera Zorina (décembre 1938–1946), Maria Tallchief (1946–1952), et Tanaquil Le Clercq (1952–1969). Toutes ses épouses furent également ses muses.
Au cours de ses dernières années, Balanchine souffre d'angine de poitrine et doit subir un pontage coronarien.
Après des années de santé précaire, Balanchine meurt finalement de la maladie de Creutzfeldt-Jakob dont le diagnostic ne sera fait qu'après sa mort. Le premier signe de la maladie apparaît en 1978 lorsqu'il commence à perdre l'équilibre en dansant. La maladie progressant, il perd peu à peu la vue et l'ouïe. Il devient grabataire à partir de 1982 et meurt à New York le 30 avril 1983 à l'âge de 79 ans, sans laisser de descendance.

## Carrière

### Les Ballets russes
En 1925, Balanchine est promu maître de ballet de la compagnie par Diaghilev qui l'autorise à développer sa propre chorégraphie. Dans le même temps, il entame une étroite collaboration avec Igor Stravinsky avec lequel il créera plus de trente ballets. Entre 1924 et le décès de Diaghilev survenu le 19 août 1929, le chorégraphe produit neuf ballets ainsi que quelques autres chorégraphies de moindre importance. Malheureusement, victime d'une sérieuse blessure au genou qui limite ses mouvements, il doit se résoudre à mettre un terme à sa carrière de danseur.
Après le décès de Diaghilev, les Ballets russes se désagrègent. Balanchine monte des ballets pour les Cochran Revues, à Londres, puis devient maître de ballet invité au Ballet royal danois de Copenhague et crée Les Créatures de Prométhée pour l'Opéra de Paris où il travaille avec Claude Bessy, alors âgée de 14 ans. Malade, il recommande un suppléant, Serge Lifar comme maître de ballet. Il revient en tant que maître de ballet aux Ballets russes lorsque ceux-ci s'établissent à Monte-Carlo sous le nom de Ballets russes de Monte-Carlo. Il chorégraphie pour eux trois ballets : Cotillon, La Concurrence et Le Bourgeois gentilhomme.
Balanchine quitte à nouveau les Ballets russes lorsque René Blum cède la compagnie au colonel de Basil et forme sa propre compagnie, Les Ballets 1933, avec l'aide financière d'Edward William Frank James et de son ami et ancien secrétaire Boris Kochno au poste de conseiller. La compagnie est dissoute au bout de deux mois en 1933, mais Balanchine a eu le temps de concevoir plusieurs chorégraphies nouvelles sur des musiques de Bertolt Brecht, Kurt Weill, Darius Milhaud et Henri Sauguet. Il s'était également adjoint la collaboration artistique du peintre et décorateur Pavel Tchelitchev.
Après une représentation de la compagnie des Ballets 1933, le mécène des arts Lincoln Kirstein rencontre Balanchine avec l'arrière-pensée de lui demander de monter une compagnie aux États-Unis. Ce dernier accepte et émigre au mois d'octobre 1933.

### Les États-Unis

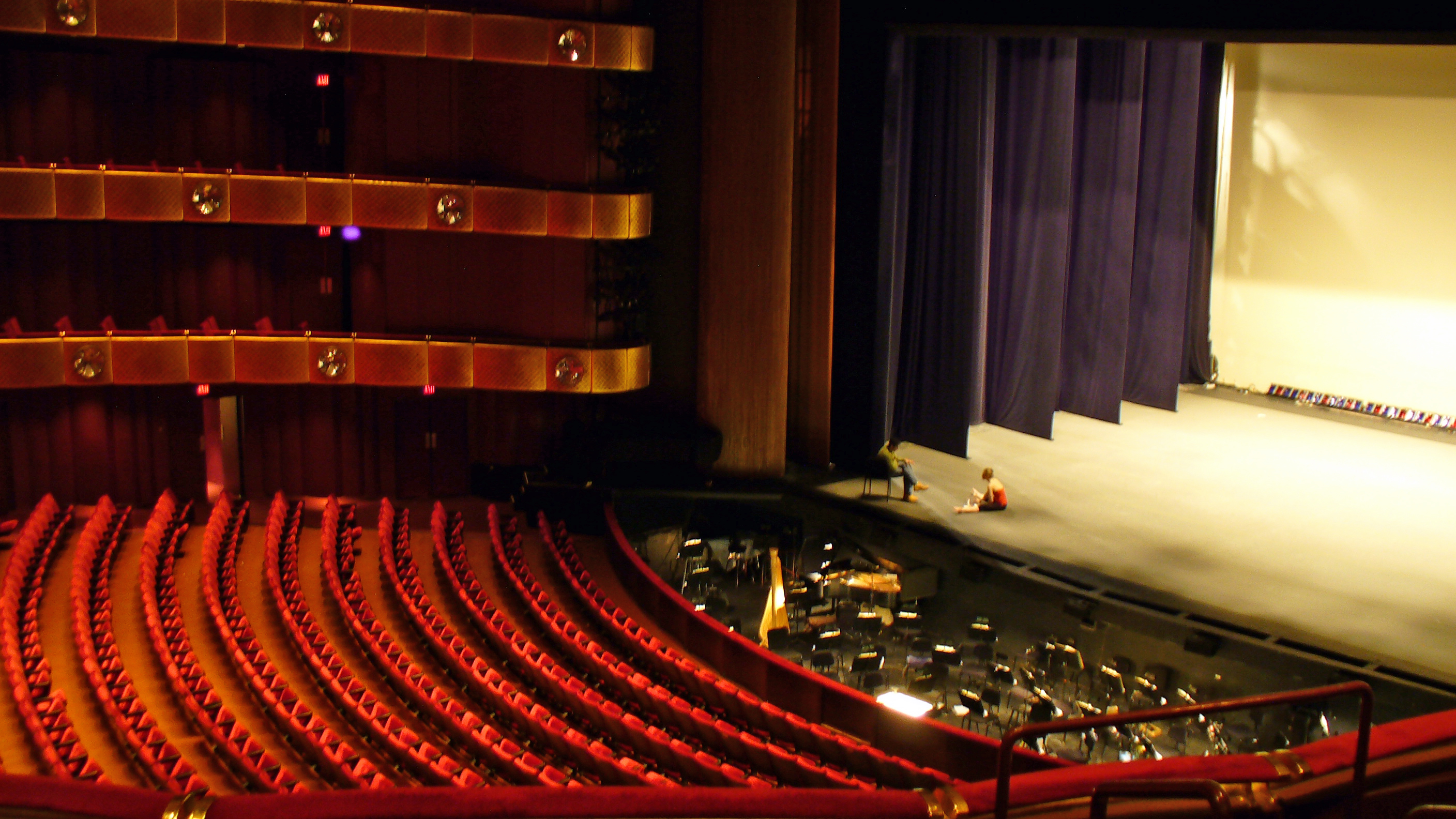
Le New York State Theater
Décor et agencements par l'architecte Philip Johnson sur les indications de Balanchine

Dès son arrivée sur le territoire américain, Balanchine insiste pour que son premier projet soit la création d'une école du ballet. Avec l'aide de Lincoln Kirstein et d'Edward M. M. Warburg, la School of American Ballet ouvre ses portes le 2 janvier 1934, assurant son emprise sur la danse de ballet aux États-Unis et faisant émerger des danseurs tels que Jacques d'Amboise, danseur principal du New York City Ballet durant près de trente ans. Ses élèves présentent la première du ballet Sérénade qu'il a chorégraphié à Warburg. Tout au long des décennies 1930 et 1940, et malgré son travail pour l'American Ballet, il chorégraphie pour les scènes de Broadway en collaboration avec de grands noms comme Richard Rodgers, Lorenz Hart et Vernon Duke. Il admire Fred Astaire dont il dit qu'il était « le plus intéressant, le plus inventif, le plus élégant danseur actuel... Vous retrouvez un peu de Fred Astaire dans la façon de danser de chacun - une pause ici, un mouvement là. C'était l'originalité d'Astaire ».
En 1934, Balanchine forme une compagnie de danse professionnelle qu'il nomme l'American Ballet, qui commence à se produire au Metropolitan Opera. En 1936 Balanchine monte seulement le ballet Orphée et Eurydice d'après l'opéra du même nom et en 1937 une après-midi de danse sur une musique d'Igor Stravinsky.

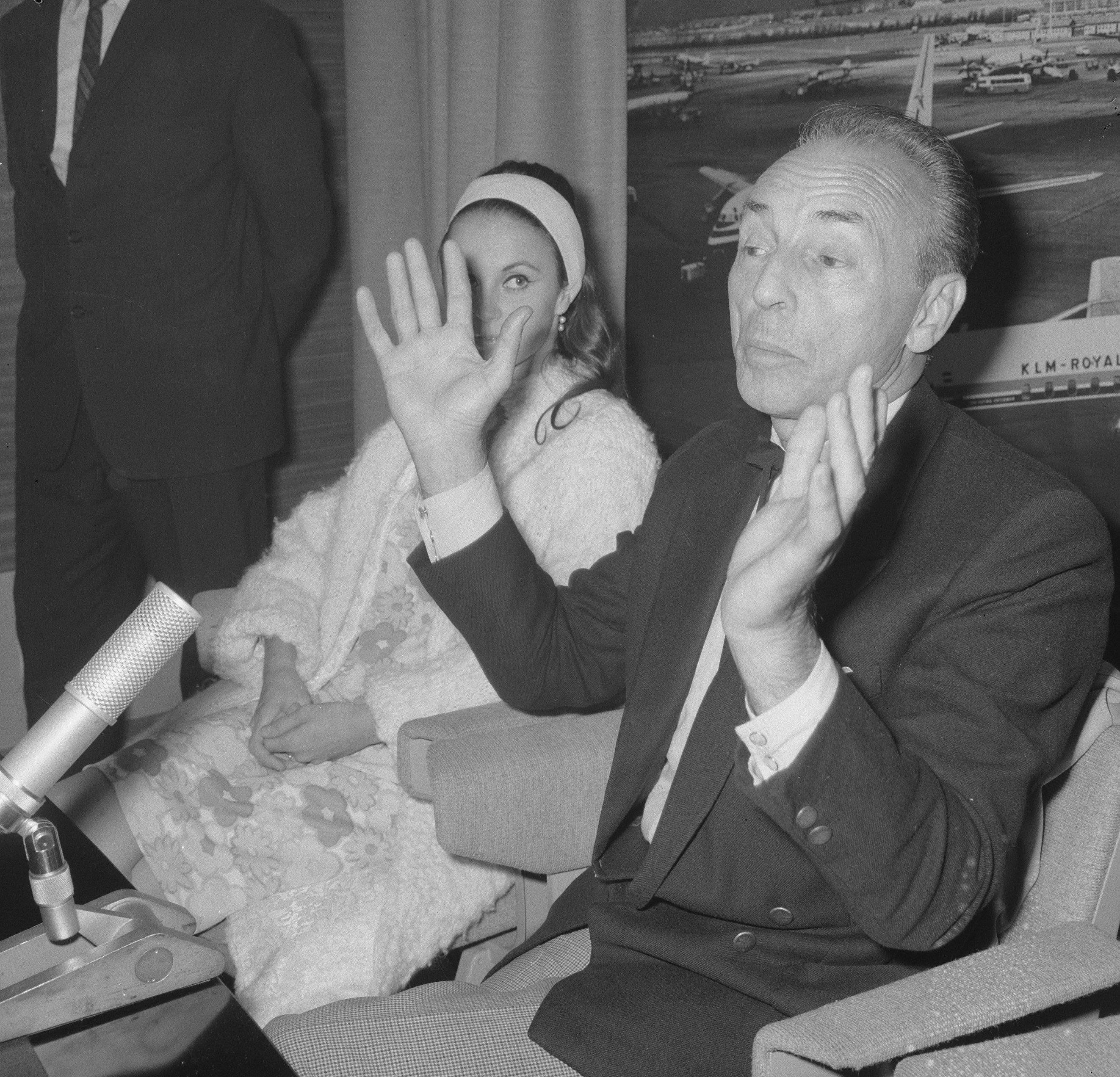
George Balanchine à l’aéroport d'Amsterdam-Schiphol, le 24 août 1965.

En 1938, sa compagnie gagne Hollywood. Il loue une maison de deux étages avec Kopeikine sur North Fairfax Avenue à proximité d'Hollywood Boulevard. La compagnie est rebaptisée American Ballet Caravan et part en tournée en Amérique du Nord et du Sud. Elle disparaîtra quelques années plus tard. Balanchine est chorégraphe résident pour les Ballets russes de Monte-Carlo de 1944 à 1946.
En 1948, grâce à l'aide généreuse de Lincoln Kirstein, il fonde une nouvelle compagnie de danse, la Ballet Society. Après plusieurs succès et quelques échecs, le New York City Center lui offre, en 1948, de devenir la compagnie de danse résidente de l'établissement sous le nom de New York City Ballet. En 1954, Balanchine monte le ballet Casse-Noisette que la compagnie interprète chaque année au moment de Noël et qui est devenu une tradition très lucrative aux États-Unis pour maintes compagnies de danse.
Il ne retourne en Russie alors soviétique qu'en 1972, lors d'une tournée avec le New York City Ballet à Léningrad sur l'initiative du directeur du Kirov, Oleg Vinogradov. À cause de la censure, celui-ci doit renoncer à organiser une soirée consacrée aux propres œuvres de Balanchine. Vinogradov écrira plus tard : « ce "projet " ne rencontrera pas la compréhension des instances compétentes. On nous tenait à l'écart des chefs-d'œuvre de la culture mondiale depuis de longues décennies »...
En 1978, George Balanchine reçoit le prix Kennedy Center Honors pour la première année de sa création.

## Portrait du chorégraphe
La musique et son interprétation sont la clef de voûte de son travail : « le ballet est avant tout une affaire de tempo et d'espace : l'espace délimité par la scène, le temps fourni par la musique ».

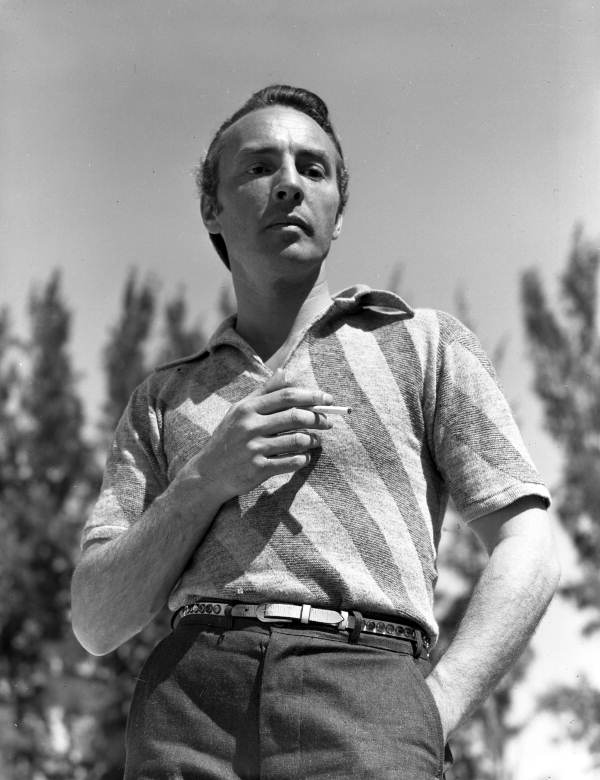
Balanchine en Floride en 1942.

Fils spirituel de Marius Petipa, Balanchine s'inscrit dans la tradition classique et se réfère aux pas d'école pour les outrepasser. Son style est caractérisé par un en dehors poussé à l'extrême, des mouvements dynamiques, précis, vigoureux, des combinaisons de pas complexes voire acrobatiques, une rapidité d'exécution. Il prône une beauté formelle tendant vers l'épurement, une virtuosité technique transcendée par la maîtrise des interprètes et il accorde la prééminence à la danseuse.

## Pédagogue
George Balanchine a aussi élaboré une technique de danse classique que son école, la School of American Ballet, continue à appliquer et à diffuser dans le monde entier : la méthode Balanchine.
Il a revu de nombreux éléments techniques traditionnels de base, pour donner à ses danseurs la pureté de lignes, la rapidité d'exécution, la dynamique et la musicalité nécessaires à l'exécution de ses ballets.

## Chorégraphies
Pour les Ballets russes
- Le Chant du rossignol (1925)
- Jack in the Box (1926)
- Pastorale (1926)
- Barabau (1926)
- La Chatte (1927)
- Le Triomphe de Neptune (1927)
- Apollon musagète (1928)
- Le Fils prodigue (1929)
- Le Bal (1929)

Pour les Ballets russes de Monte-Carlo
- Cotillon (1932)
- Concurrence (1932)
- Balustrade (1941)
- Danses concertantes (1944 et 1972)
- Song of Norway (1944)
- Le Bourgeois gentilhomme (1944)
- Pas de deux (Grand Adagio, 1945)
- The Night Shadow (1946)
- Raymonda (1946)

Pour les Ballets 1933
- The Seven Deadly Sins (1933)
- Errante (1933)
- Les Songes (1933)
- Fastes (1933)

Pour l'American Ballet
- Alma Mater (1934)
- Les Songes (Dreams, 1934)
- Mozartiana (1934)
- Sérénade (1935)
- Errante (1935)
- Reminiscence (1935)
- Jeu de cartes (également connu sous le nom de Card Game ou de La Partie de cartes - The Card Party - 1937)
- Le Baiser de la fée (The Fairy's Kiss, 1937)

Pour Broadway
- Ziegfeld Follies of 1936 (Island in the West Indies et Maharanee)
- On Your Toes (1936) par Rodgers et Hart (Princess Zenobia Ballet et Slaughter on Tenth Avenue (en))
- Un petit coin aux cieux (Cabin in the Sky), sur une musique de Vernon Duke (1940)

Pour l'American Ballet Caravan
- Encounter (1936)
- Ballet impérial, devenu plus tard le Tschaïkovski Concerto n ° 2 (1941)
- Concerto Barocco (1941)

Pour le Ballet du Théâtre Colón
- Concerto pour violon de Mozart (1942)

Pour le Ballet Theatre
- Waltz Academy (1944)
- Theme and Variations (1947)

Pour le Ballet Society
- The Four Temperaments (1946), musique de Paul Hindemith
- L'Enfant et les Sortilèges (The Spellbound Child, 1946)[12]
- Haieff Divertimento (1947)
- Symphonie concertante (1947)
- Orpheus (1948)

Pour le ballet de l'Opéra de Paris
- Palais de Cristal, renommé Symphony in C (1947)
- Orphée et Eurydice, de Gluck (avril 1973), chorégraphe en titre[13]

Pour le Grand Ballet du marquis de Cuevas
- Minkus Pas de trois (1948)

Pour le New York City Ballet
- La sonnambula (1946)
- Bourrée fantasque (1949)
- L'Oiseau de feu (The Firebird, 1949 ; plus tard revu par Jerome Robbins)
- Sylvia Pas de deux (1950)
- Le Lac des cygnes, version Balanchine d'après Lev Ivanov (1951)
- La Valse (1951)
- Harlequinade Pas de deux (1952)
- Scotch Symphony (1952)
- Valse Fantaisie (1953/1967)
- Casse-Noisette (1954)
- Ivesiana (1954)
- Western Symphony (1954)
- Glinka Pas de trois (1955)
- Pas de dix (1955)
- Divertimento no 15 (1956)
- Allegro brillante (1956)
- Agon (1957 ; l'œuvre la plus représentative du tandem Balanchine-Stravinsky)
- Square Dance (Quadrille, 1957)
- Gounod Symphony (1958)
- Stars and Stripes (1958)
- Episodes (1959)
- Tchaikovsky Pas de deux (1960)
- Monumentum pro Gesualdo (1960)
- Variations Donizetti (1960)
- Liebeslieder Walzer (1960)
- Raymonda Variations (1961)
- A Midsummer Night's Dream (1962)
- Bugaku (1963)
- Meditation (1963)
- Movements for Piano and Orchestra (1963)
- Harlequinade (1965)
- Quartet Brahms-Schoenberg (1966)
- Jewels (1967, Emeralds, Rubies et Diamonds)
- La Source (1968)
- Who Cares? (1970)
- Tschaikovsky Suite no 3 (1970)
- Stravinsky Festival (1972, Pulcinella avec Jerome Robbins, Violin Concerto, Symphony in Three Movements, Duo Concertant, Lost Sonata, Divertimento tiré du Baiser de la fée, Variations chorales sur Vom Himmel Hoch de Jean-Sébastien Bach, Danses concertantes et Scherzo à la russe)
- Cortège hongrois (1973)
- Coppélia (1974)
- Variations pour une porte et un soupir (1974)
- Ravel Festival (1975, Sonatine, Tzigane, Le Tombeau de Couperin, Pavane, Shéhérazade, Gaspard de la nuit et Rapsodie espagnole)
- The Steadfast Tin Soldier (1975)
- Chaconne (1976)
- Union Jack (1976)
- Vienna Waltzes (1977)
- Ballo della regina (1978)
- Kammermusik no 2 (1978)
- Robert Schuman's Davidsbündlertänze (1980)
- Walpurgisnacht Ballet (1980)
- Tchaikovsky Festival' (1981, Garland Dance et Mozartiana)
- Stravinsky Centennial Celebration (1982, Élégie)

Pour le New York City Opera
- Le Bourgeois gentilhomme (1979)

## Filmographie partielle
- 1940 : Tanya l'aventurière (I Was an Adventuress) de 	Gregory Ratoff
- 1967 : A Midsummer Night's Dream : réalisateur
- 1975 : Un shérif à New York : chorégraphe
- 1977 : Le Tournant de la vie (The Turning Point) d'Herbert Ross : chorégraphe
- 1979 : Baryshnikov at the White House : chorégraphe
- 2011 : Balanchine in Paris film de Dominique Delouche avec Violette Verdy, Ghislaine Thesmar, Lucia Lacarra, Monique Loudières, Isabelle Ciaravola.

## Étudiants notables
Au cours des décennies, Balanchine a partagé ses idées artistiques avec plusieurs de ses étudiants, y compris:
- Francisco Moncion[14],[15].
- Nicholas Magallanes[16],[17],[18].